# Мохсоголох
Мохсоголо́х (на руски: Мохсоголлох; на якутски: Мохсоҕоллоох; букв. „местообитание на соколи“) е селище от градски тип в Якутия, Русия. Разположено е на левия бряг на река Лена, на около 74 km югозападно от Якутск. Към 2016 г. има население от 6197 души.

## История
Селището е основано през 1958 г. във връзка с построяването на база за строителни материали. На следващата година е електрифицирано и започва строеж на циментов завод. През 1964 г. получава статут на селище от градски тип. Циментовият завод е завършен и започва работа през 1971 г.

## Население
| 1970 | 1979 | 1989 | 2002 | 2009 | 2010 | 2012 |
| ---- | ---- | ---- | ---- | ---- | ---- | ---- |
| 2397 | 4306 | 6849 | 7181 | 6870 | 6698 | 6487 |
| 2013 | 2014 | 2015 | 2016 |      |      |      |
| 6362 | 6248 | 6255 | 6197 |      |      |      |

## Транспорт
Мохсоголох разполага с автобусна линия до Якутск. Има речно пристанище, което осигурява ферибот до с. Качикатци.